# 莱斯科
莱斯科位于波兰喀尔巴阡山省南部，是莱斯科县的县治。